# Пираты в массовой культуре

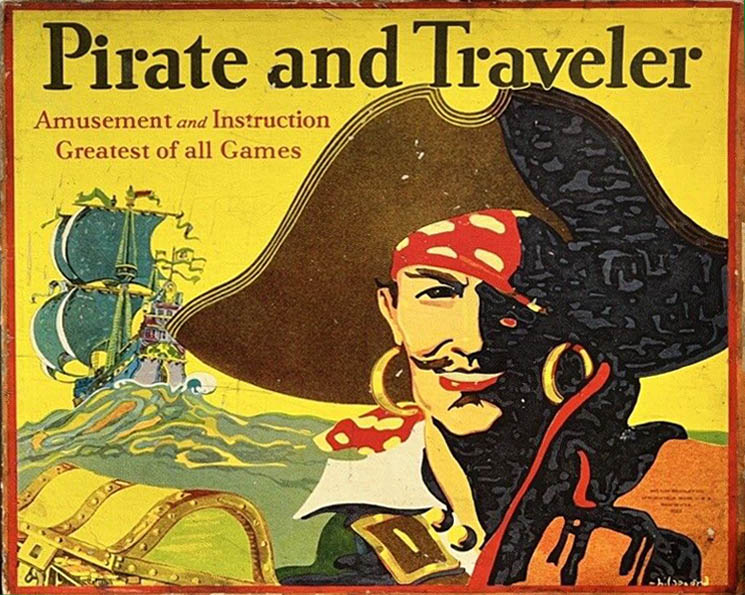
Изображение на упаковке настольной игры, 1911 год

Пираты в культуре — изображение пиратов в искусстве, литературе, комиксах, фильмах, сериалах и других средствах массовой информации, как набор определённых стереотипов. Прообразом стали пираты, плававшие в Карибском море у берегов Испанского Мэйна в XVIII веке. В формировании стереотипных образов пиратов ключевую роль сыграл роман «Остров сокровищ» и его многочисленные экранизации, а также в целом множество других фильмов о пиратах, снятых в США в XX и XIX веках.
В романах и фильмах пираты изображены как правило, как грабители и головорезы или как герои подобные Робин Гуду — ворующие золото у богатых, чтобы раздавать их бедным. Образ пирата связан с набором стереотипов — треуголки, потрёпанного камзола и другими элементами гардероба XVIII века, повязкой на глазу, деревянным протезом, попугаем на плече итд. В английском переводе пират говорит на акценте Уэст-Кантри.

## История

### XVII — XIX века
Прообразом культурного образа стали пираты эпохи так называемого золотого века пиратства конца XVII и начала XVIII веков. Большая часть романов и фильмов пиратской тематики затрагивает именно данный период. Хотя викинги исторически тоже были пиратами, но их принято причислять к отдельному культурному архетипу. Первую книгу, посвящённую пиратам в эпоху европейской экспансии принято считать «Пираты Америки» Александра Эксквемелина, написанную в 1678 году. Памфлеты и листовки о пиратах пугали читателей подробностями о зверствах, совершаемых пиратами.

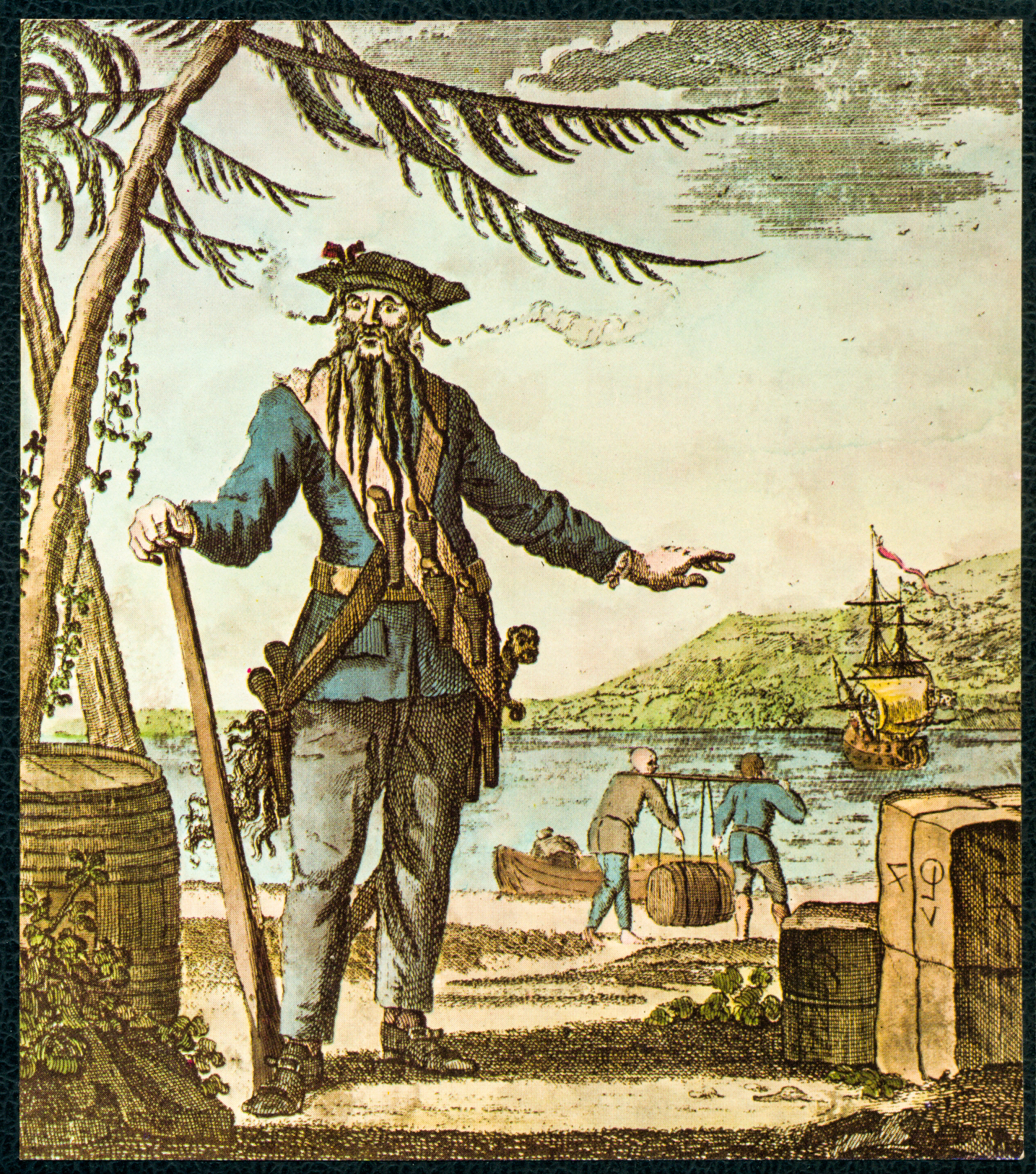
Чёрная борода — реальный прообраз стереотипного пирата

Первым известным литературным произведением на тему пиратства стала книга Всеобщая история грабежей и смертоубийств, учинённых самыми знаменитыми пиратами капитана Чарльза Джонсона, где подробно расписывалась жизнь многих печально известных пиратов, как например Чёрной Бороды и Калико Джека. Вероятно Джонсон позволил себе много вольностей в описаниях жизни известных пиратов, пересказывал слухи и легенды. В данной хронике пираты изображались, как головорезы, державшие в страхе всех морских торговцев. Джонсон позиционировал свои истории, как документалистику, но они в итоге вдохновляли писателей XIX века. Так начали появляться первые романы пиратской тематики. Например вышедшая в 1814 году поэма «Корсар» Джорджа Байрона или опубликованный в 1820 году роман «Пират» Вальтера Скотта. Работами Джонсона также вдохновлялись шотландские писатели известных романов о пиратах — Роберт Стивенсон и Джеймс Барри.
В XVIII и XIX веках в Европе и Северной Америке образ пиратов отличался от современного. В театральных постановках и литературе пираты выглядели, как обычные мореплаватели, путешествовавшие под фальшивым флагом как правило европейских флотов. Популярный троп в театре изображал, как пираты обманом приближались к чужим кораблям, выдавая себя за соотечественников и в самый конец заменяли свой фальшивый флаг на флаг с черепом. В другом варианте пираты предлагали сыграть в азартную игру с расчётом обмануть жертв или представиться таможенниками с просьбой проверить документы или вернуть беглого пленника. Если же пираты представали в образе разбойников, то за основу образа использовались берберские пираты.

### XIX — XX века
Принято считать, что наибольшее влияние на развитие пиратской фантастики оказал роман Стивенсона «Остров сокровищ» 1883 года, по которому было снято множество кино- и теле адаптаций. Именно в данном романе были представлены многие пиратские клише, а именно образ жестоких и жадных пиратов, одержимых идеей найти запрятанные сокровища.

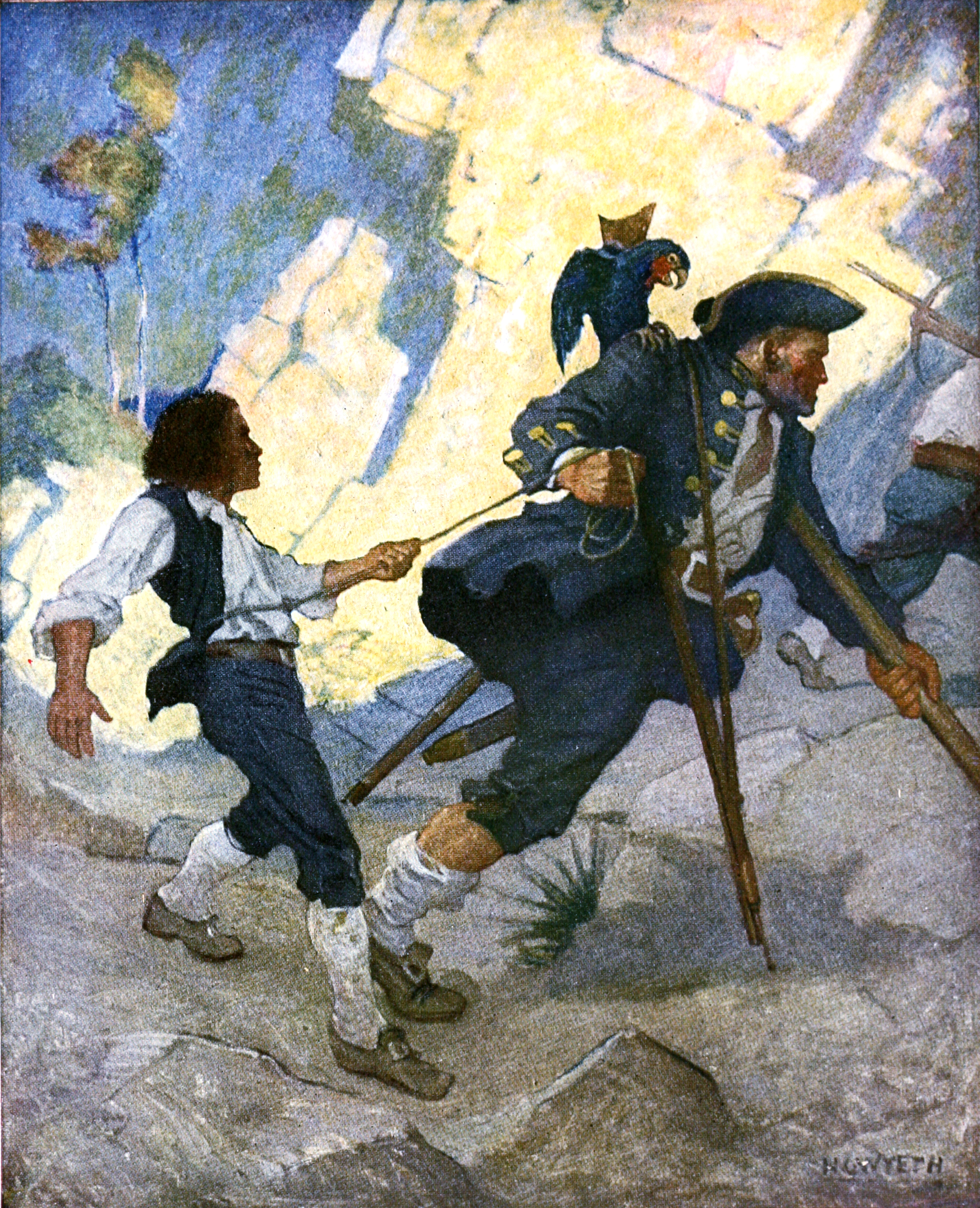
Джим Хокинс и Джон Сильвер. Иллюстрация к американскому изданию 1911 года, художник Ньюэлл Конверс Уайет.

Пираты также часто встречались в приключенческих романах Рафаэля Сабатини. Если пираты Стивенсона — это негодяи и головорезы, то пираты Сабатини — это как враги, так герои, совмещая образа пирата и благородного рыцаря, ставшего пиратом из-за несправедливости и призванный спасти попавшею в плен возлюбленную. Образ пиратов использовался в романах Дафны Дюморье, среди которых самым известным является «Французова бухта». Пират Дюморье — это харизматичный негодяй, пытающийся обольстить главную героиню. Вышеперечисленные авторы сыграли ключевую роль в возникновении и укреплении стереотипного образа пиратов, так как именно по их романам создавались многие экранизации.

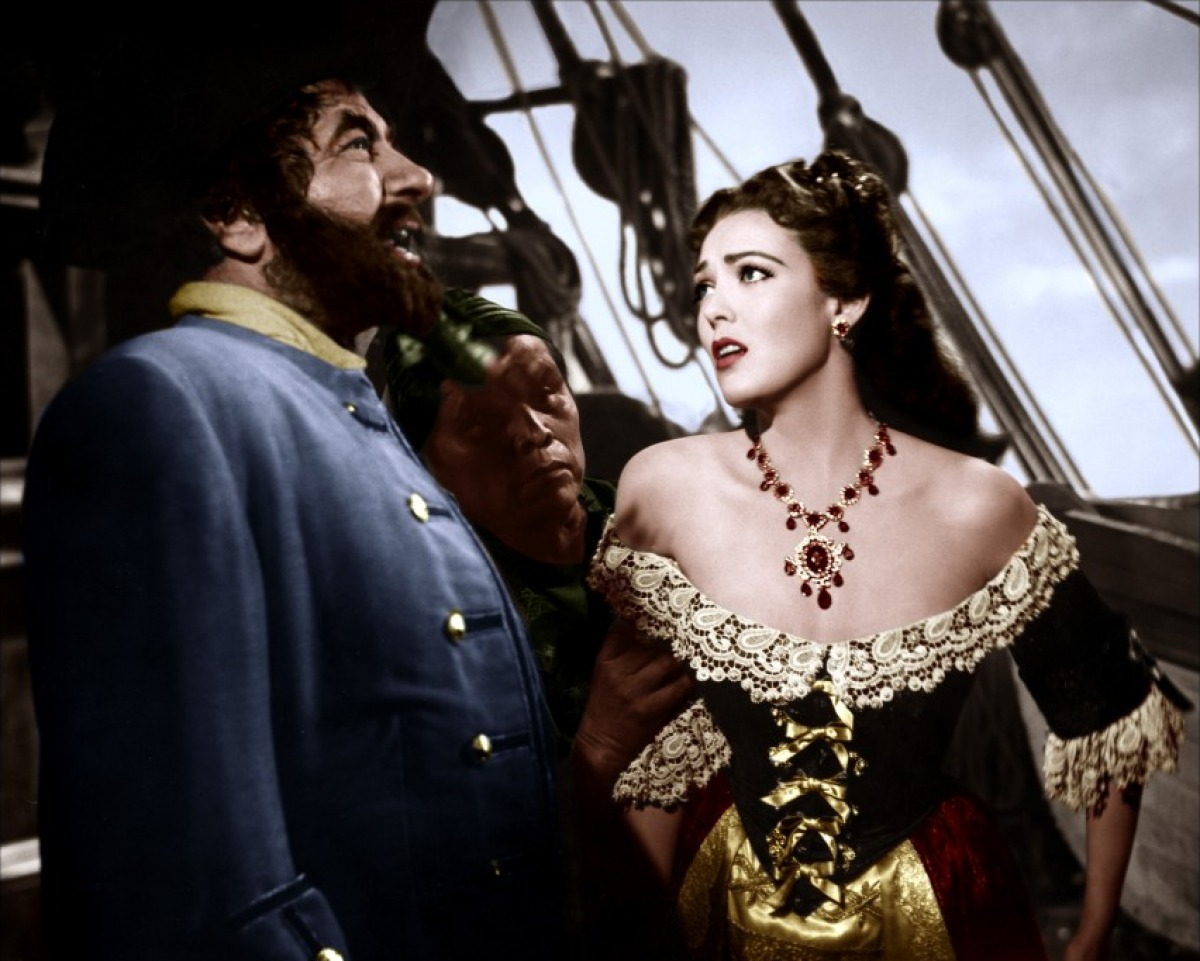
Роберт Ньютон с Линдой Дарнелл в фильме «Пират Чёрная Борода»

Первым фильмом о пиратах стала адаптация романа Остров сокровищ 1908 года. Известным фильмом о пиратах стал Дафна и Пират 1916 года в исполнении звезды Лиллиан Гиш. Другой известный фильм немого кино — первая экранизация Питера Пена 1924 года. В течение XX века в США и Европе было снято более 300 фильмов, в основном адаптации популярных романов о пиратах. Множество раз экранизировался роман «Остров сокровищ», например от 1934 года, 1950 годов, в фильме «Долговязый Джон Сильвер» блестяще играл Роберт Ньютон, чей образ во многом повлиял на появление стереотипного пирата с гортанным акцентом в английском варианте.
Во многих фильмах по романам Сабатини появлялся положительный и героический образ пирата, например в «Одиссее капитана Блада» 1935 года, «Морском ястребе» 1940 года или Чёрном лебеде. Если пираты не изображались как герои, то как противники и злодеи в приключенческих фильмах, например Капитан Крюк в экранизациях «Питера Пэна», самый известный из которых — анимационный фильм от Disney 1953 года. Образ Крюка переосмысливался к комедии «Капитан Крюк» 1991 года.
К середине XX века стали появляться комедийные фильмы о пиратах, в которых приключения больше не играют ключевую роль в сюжете. Например это Принцесса и пират 1944 года или Багровый пират 1952 года, где пираты выступали в роли злых, жадных и глупых персонажей, в том числе в исполнении актёра Боба Хоупа. Другой известный комедийный фильм более позднего периода — «Принцесса-невеста» 1987 года.

### XX — XIX века

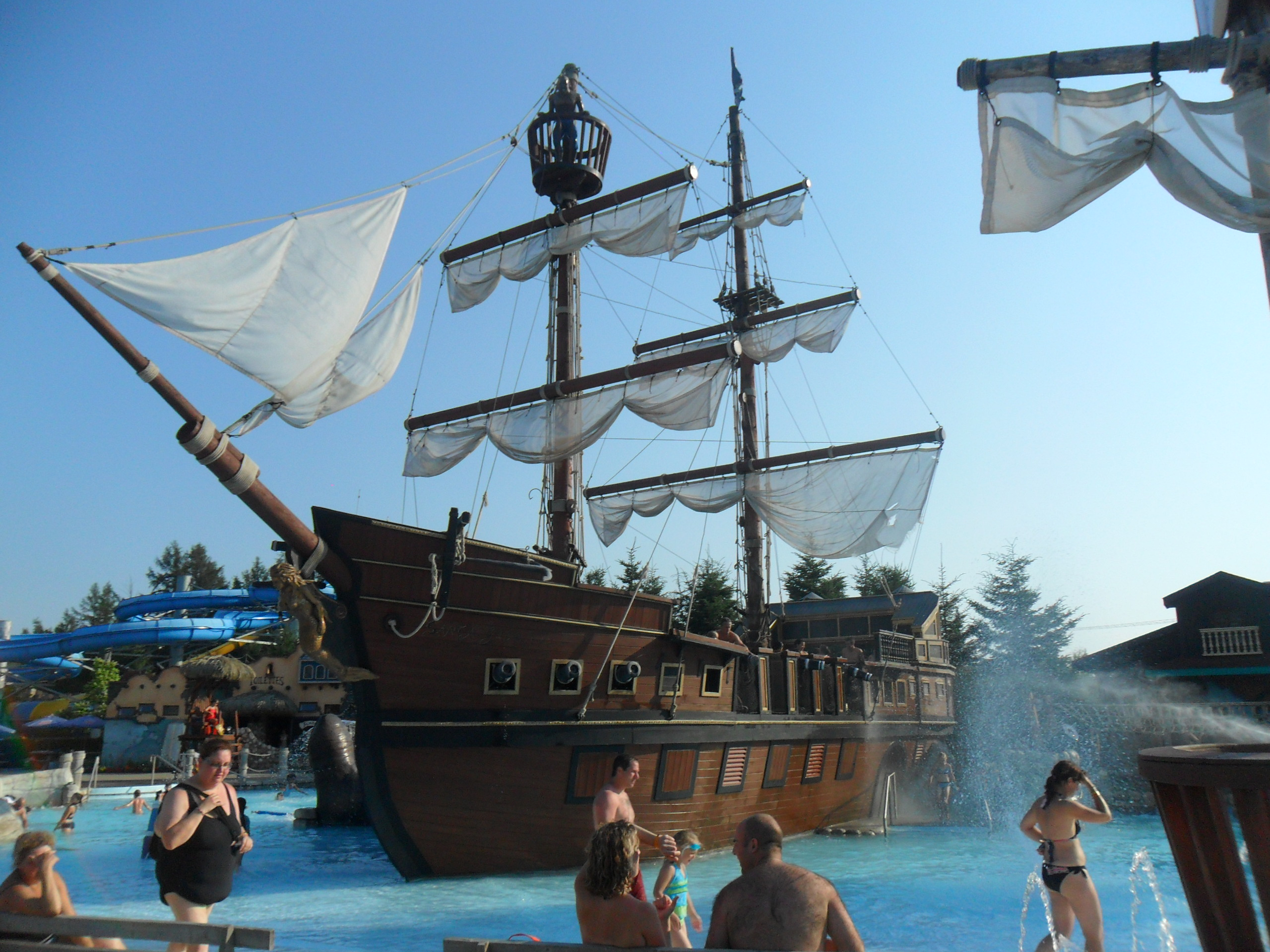
«Пиратский» корабль в аквапарке

Образ пиратов активно продвигался в американской поп-культуре в 2000-е годы, главным образом через кинофраншизу «Пираты Карибского моря» с главным героем Джеком Воробьём в исполнении Джонни Деппа, также в других фильмах, телевидение, рекламе, детской продукции, мероприятиях, спорте. На рубеже XX и XIX веков стало выпускаться множество фильмов и мультфильмов о пиратах, нацеленных на детскую аудиторию, где пираты представлены в стереотипных образах. Пираты в поп-культуре сопровождались романтизацией их изначально враждебного образа. Пираты стали популярным жанром порнографии. Фильм «Пираты» 2005 года стал самым дорогостоящим порнофильмом в истории.
Пираты стали популярным архетипом в японской манге и аниме-сериалах как правило в образе главных героев, путешествующих в составе команд в поисках сокровищ и ведя борьбе с соперническими командами. Чаще всего в таких историях присутствует элемент фантастики или фэнтези, герои либо путешествуют на корабле по морю, или в воздухе на дирижабле, в космосе на космическом корабле. Персонажи могут быть наделены волшебными способностями, в команде присутствуют много женских персонажей. Самый известный пример — One Piece, другие примеры — Bodacious Space Pirates, Edens Zero, Snow White with the Red Hair, Suisei no Gargantia, «Койот Рэгтайм» итд
Образ пиратов впервые использовался в фестивалях, проводимых в США с 1950-x годов, однако эксплуатация образа приобрела массовый характер с 1990-х годов, когда по «пиратской» тематике начали проводиться фестивали и мероприятия. Многие прибрежные города США, особенно во Флориде, в городах Клируотер, Дестин, Форт-Майерс, Мадейра-Бич, Панама-Сити для туристов и посетителей организовывают круизы пиратской тематики. «Пиратские» корабли также плавают у берегов Плимута, Массачусетса и Балтимора, Мэриленда. В Диснейлендах используются аттракционы тематики «Пиратов карибского моря». Костюм пирата является популярным костюмом на хэллоуин, в Лос-Анджелесе в 2012 году этот костюм был на третьем месте по популярности. Образ и пиратская эстетика используются в некоторых ресторанах, в игрушках, рекламе. Образы пиратов используются, как маскоты в спортивных командах в колледжах и университетах, например Питтсбург Пайрэтс. Пираты стали популярными персонажами в настольных и компьютерных играх.

## Образ пиратов и их поведение
В фильмах, книгах, мультфильмах и игрушках используется образ пирата, как неухоженного разбойника, готового напасть в любой момент. В его внешности явно проглядывается склонность к преступному образу жизни, мошенничеству и азарту. Стереотипные пираты жестокие, жадные, пьяные из-за злоупотребления рома и помимо грабежей кораблей заняты борьбой со вражескими пиратами и поиском спрятанных сокровищ.

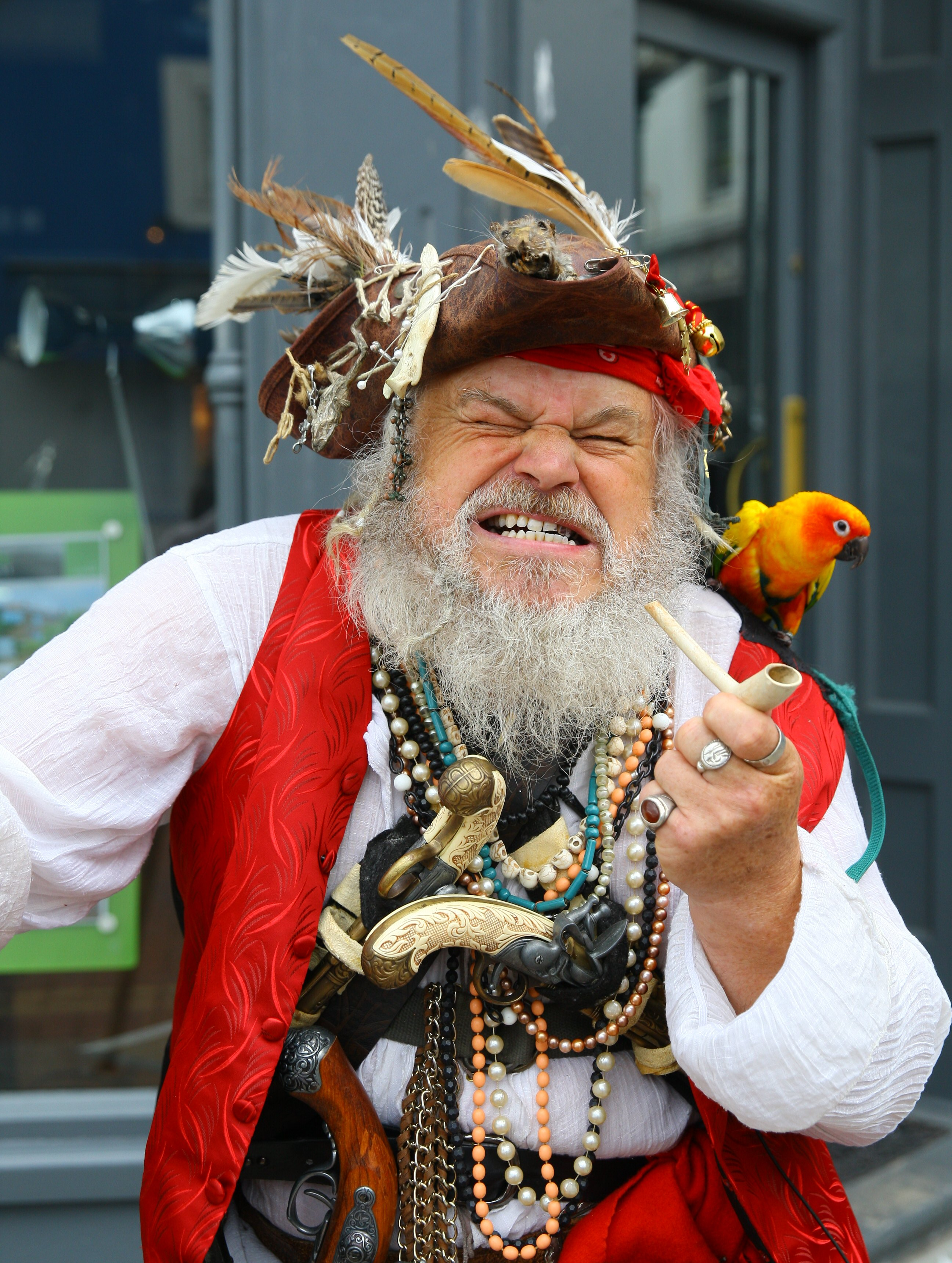
Костюм пирата

Если пираты — положительные персонажи и главные герои, то они изображены в героических образах, борющихся с несправедливостью. Они могут выступать в образе морских робин-гудов, обворовывая богатых угнетателей и раздавая богатства бедным и спасающих украденных дев. Популярный образ пирата, созданный писательницами, это либо благородный падший аристократ, спасающий женщину от злых пиратов или изначально харизматичный негодяй, которого героиня перевоспитывает в лучшею сторону. В реальности похищенных пиратами женщин ждала либо смерть, или групповое изнасилование.
Стереотипные пираты носят потрепанную одежду фасона XVII или XVIII века, камзол, сапоги, треуголку с пером. Также костюмы пиратов могут отсылать к мусульманским корсарам. Пираты как правило в качестве оружия используют абордажную саблю или кремниевый пистолет. Часто тело пирата покалечено, у него много шрамов, он носит бандану на лице, чтобы укрыть покалеченный глаз, крюк на месте потерянной кисти руки или деревянный протез, заменяющий ему потерянную ногу или стопу. У пирата часто гнилые зубы или часть из них отсутствует, так как он болел или болеет цингой. Часто пирата сопровождает вторящий ему попугай или мартышка, помогающая воровать предметы. Часто пираты захватывают пленников, вынуждая их пройти по доске над морем, кишащим акулами.
В пиратской фантастике пираты чаще всего в прошлом были моряками или солдатами, пережившими катастрофу или попавшими в плен, что в итоге вынудило их начать вести преступный образ жизни. Часто в литературе пираты могли быть в прошлом аристократами — уважаемыми людьми, наделёнными властью и статусом, но которых несправедливо обманули и изгнали. Пираты также действуют, как современные потомки каперов и флибустьеров, волею судьбы вынужденные заняться промыслом своих знаменитых предков.
Неизменный атрибут пиратской фантастики — сокровища и сундуки с сокровищами, которыми пираты владеют или которые ищут в своих путешествиях. Сокровища как правило представляют собой серебряные и золотые монеты в форме дублонов и испанских долларов.

### В научной фантастике
Воздушные пираты впервые изображались в фантастических романах конца XIX века, позже в немом кино, комиксах или бульварных романах. Образ воздушных пиратов в итоге стал связан с развитием жанра стимпанка, дизельпанка или альтернативной истории.
Воздушные пираты как правило путешествуют на огромных дирижаблях в воздухе как правило на Земле, но часто и на других планетах. С дирижабля на самолётах пираты устраивают набеги на другие дирижабли или самолёты в поисках ценного груза и часто попутно убивая членов экипажа. Внешний облик воздушных пиратов может отличаться в зависимости от задумки автора, но часто воздушные пираты похожи на классических. Примеры произведений о воздушных пиратах — «Робур-Завоеватель» Жюль Верна, «Звёздная пыль» 2007 года, аниме-сериал «Изгнанник» 2003 года, серия игр Final Fantasy.
Другой фантастический архетип — космические пираты, путешествующие в космосе. Являются популярным архетипом в космических операх. Данный образ был популяризован мангой Space Pirate Captain Harlock и его адаптациями и спиноффами. Известный мультфильм о космических пиратах — «Планета сокровищ» 2002 ода выпуска от Disney.

## Критика
Роджер Лакхерст с сайта BBC и  Ричарда Р.Э. Каниа, доцент Университета штата Джексонвилла назвали пиратов ярчайшим примером героизации и романтизации разбойников и головорезов, это особенно ярко вступает в контраст с ужасающими историями о нападениях современных пиратов из Сомали и других стран Африки на судна, учитывая, что современные сомалийские пираты и карибские пираты XVIII века были одинаково жестокими. Ларкхест заметил, что данная романтизация началась ещё 200 лет назад, уже тогда истории, связанные с насилием, убийствами и изнасилованиями стирались и постепенно заменялись образом любящих свободу авантюристов. Сам «пират» вписывается в популярный образ благородного анархиста или уголовника, жаждущего свободы от бюрократического государства с сомнительной законностью. Эти образы прослеживаются также например в гангстерских историях времён сухого закона или например в «Звёздных войнах», в образе контрабандиста Хана Соло.
Так как многие пираты с романах и фильмах лишены части тела, они традиционно являются основным источником репрезентации людей с ограниченными возможностями в развлекательных медиа.